# .re
.re (Reunião) é o código TLD (ccTLD) na Internet para o departamento francês de Reunião, operado pela AFNIC, que também opera os Domínios de Topo (TLD's) .fr, .paris, .bzh, .tf, .yt, .wf e outros ccTLDs franceses.
Desde 6 de Dezembro de 2011, as regras para registrar domínios franceses mudaram. O proprietário de um domínio não precisa estar baseado na França. 
Todos os indivíduos europeus, as empresas e organizações podem registrar domínios franceses. Esta alteração afeta não só os domínios .fr, mas também .re. 
Para os inscritos que não possuem um endereço União Europeia,  estão disponíveis serviços para que qualquer um pode registrar, possuir e operar um domínio .re.

## Categorias
Os Registros de nomes de domínios podem ser feitos em segundo nível abaixo da zona raiz .re, ou em terceiro nível, nas seguintes categorias:
- .asso.re - associações
- .nom.re - indivíduos
- .com.re - comercial (Uso Geral)